# Mount Odin
Mount Odin je hora o nadmořské výšce 2147 metrů v oblasti Qikiqtaaluk v kanadském teritoriu Nunavut. Je nejvyšší horou Baffinova ostrova v Baffinově pohoří a pátá nejvyšší hora Arktických Kordiller. Hora se nachází 46 km severně od Pangnirtungu a na jih od hory Asgard. Je pojmenována podle Odina, hlavního boha severské mytologie. Jižní část hory Odin je strmá skalní stěna, zatímco severní strana je zaledněná.

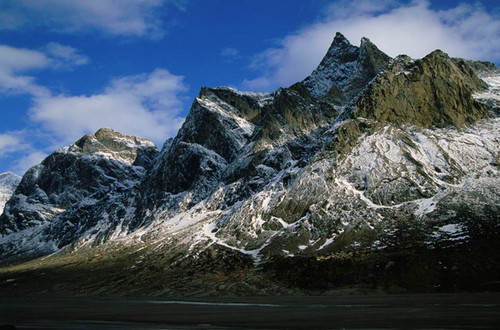
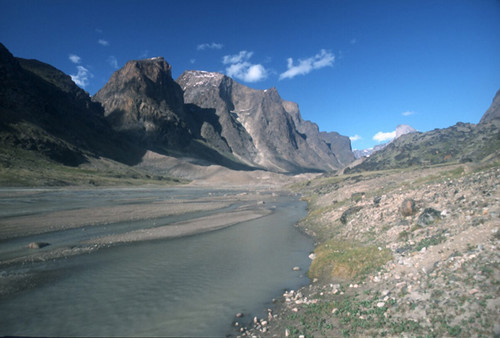
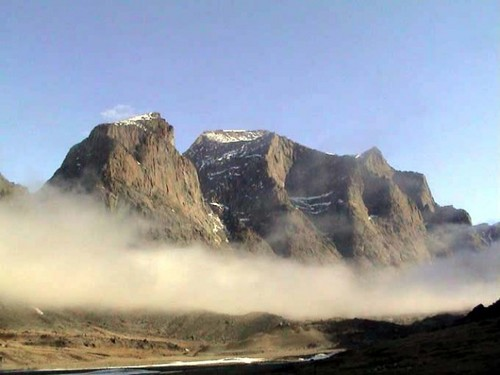